# Zuccotto
Zuccotto (phát âm [dzukˈkɔtto, tsuk-]) là món tráng miệng của Ý bắt nguồn từ Firenze. Zuccotto vốn là món tráng miệng ướp lạnh, bán đông lạnh được làm từ alchermes, bánh và kem. Zuccotto có thể được đông lạnh rồi đem ra rã đông trước khi phục vụ thực khách. Món tráng miệng này theo truyền thống được làm trong một khuôn hình quả bí ngô đặc biệt (zuccotto có nghĩa là "bí ngô nhỏ" trong tiếng Ý). Nhiều người tin rằng món này lấy cảm hứng từ mái vòm của nhà thờ chính tòa Firenze. Số khác ám chỉ hình dạng của Zuccotto gần giống như một chiếc mũ đầu lâu hoặc zucchetto của hồng y.